# 茅ケ崎東
茅ケ崎東（ちがさきひがし）は、神奈川県横浜市都筑区の地名。現行行政地名は茅ケ崎東一丁目から茅ケ崎東五丁目。住居表示実施済区域。

## 地理
都筑区の中央部に位置し、東に勝田町、南に茅ケ崎南、西に茅ケ崎中央、川を挟んで北に大棚町と茅ケ崎町と接している。
茅ケ崎東の東部を中原街道（神奈川県道45号丸子中山茅ヶ崎線）が通っており、周辺の案内標識では混乱を避けるため、「茅ヶ崎市方面」を茅ヶ崎ではなく茅ヶ崎市と表記している。

### 河川
- 早渕川

### 面積
面積は以下の通りである。
| 丁目           | 面積（km²） |
| -------------- | ----------- |
| 茅ケ崎東一丁目 | 0.123       |
| 茅ケ崎東二丁目 | 0.169       |
| 茅ケ崎東三丁目 | 0.152       |
| 茅ケ崎東四丁目 | 0.070       |
| 茅ケ崎東五丁目 | 0.135       |
| 計             | 0.649       |

### 地価
住宅地の地価は、2024年（令和6年）7月1日の公示地価によれば、茅ケ崎東2-10-6の地点で30万8000円/m²となっている。

## 歴史

### 沿革
- 1991年（平成3年）11月11日 - 住居表示の実施[7]に伴い、茅ケ崎町の一部から、茅ケ崎東二丁目、茅ケ崎東三丁目を新設[8]。横浜市港北区茅ケ崎東二丁目・茅ケ崎東三丁目となる。
- 1994年（平成6年）11月6日 -　行政区再編成に伴い、都筑区を新設[9]。横浜市都筑区茅ケ崎東二丁目・茅ケ崎東三丁目となる。
- 1995年（平成7年）10月16日 - 住居表示の実施[10]に伴い、勝田町、茅ケ崎町の各一部から、茅ケ崎東一丁目を新設[11]。
- 2004年（平成16年）10月18日 - 住居表示の実施に伴い、茅ケ崎町の一部から、茅ケ崎東四丁目、茅ケ崎東五丁目を新設[12]。

### 町名の変遷
| 実施後         | 実施年月日                 | 実施前（各町名ともその一部） |
| -------------- | -------------------------- | ---------------------------- |
| 茅ケ崎東一丁目 | 1995年（平成7年）10月16日  | 勝田町、茅ケ崎町（各一部）   |
| 茅ケ崎東二丁目 | 1991年（平成3年）11月11日  | 茅ケ崎町（一部）             |
| 茅ケ崎東三丁目 | 1991年（平成3年）11月11日  | 茅ケ崎町（一部）             |
| 茅ケ崎東四丁目 | 2004年（平成16年）10月18日 | 茅ケ崎町（一部）             |
| 茅ケ崎東五丁目 | 2004年（平成16年）10月18日 | 茅ケ崎町（一部）             |

## 世帯数と人口
2025年（令和7年）6月30日現在（横浜市発表）の世帯数と人口は以下の通りである。
| 丁目           | 世帯数    | 人口    |
| -------------- | --------- | ------- |
| 茅ケ崎東一丁目 | 1,049世帯 | 2,694人 |
| 茅ケ崎東二丁目 | 457世帯   | 1,258人 |
| 茅ケ崎東三丁目 | 966世帯   | 2,323人 |
| 茅ケ崎東四丁目 | 160世帯   | 352人   |
| 茅ケ崎東五丁目 | 210世帯   | 421人   |
| 計             | 2,842世帯 | 7,048人 |

### 人口の変遷
国勢調査による人口の推移。
| 年                 | 人口  |
| ------------------ | ----- |
| 1995年（平成7年）  | 1,305 |
| 2000年（平成12年） | 5,524 |
| 2005年（平成17年） | 7,037 |
| 2010年（平成22年） | 7,440 |
| 2015年（平成27年） | 7,462 |
| 2020年（令和2年）  | 7,252 |

### 世帯数の変遷
国勢調査による世帯数の推移。
| 年                 | 世帯数 |
| ------------------ | ------ |
| 1995年（平成7年）  | 401    |
| 2000年（平成12年） | 1,812  |
| 2005年（平成17年） | 2,333  |
| 2010年（平成22年） | 2,471  |
| 2015年（平成27年） | 2,529  |
| 2020年（令和2年）  | 2,599  |

## 学区
市立小・中学校に通う場合、学区は以下の通りとなる（2024年11月時点）。
| 丁目           | 番・番地等 | 小学校                 | 中学校               |
| -------------- | ---------- | ---------------------- | -------------------- |
| 茅ケ崎東一丁目 | 全域       | 横浜市立茅ヶ崎東小学校 | 横浜市立茅ヶ崎中学校 |
| 茅ケ崎東二丁目 | 全域       | 横浜市立茅ヶ崎東小学校 | 横浜市立茅ヶ崎中学校 |
| 茅ケ崎東三丁目 | 全域       | 横浜市立茅ヶ崎東小学校 | 横浜市立茅ヶ崎中学校 |
| 茅ケ崎東四丁目 | 全域       | 横浜市立茅ヶ崎東小学校 | 横浜市立茅ヶ崎中学校 |
| 茅ケ崎東五丁目 | 全域       | 横浜市立茅ヶ崎東小学校 | 横浜市立茅ヶ崎中学校 |

## 事業所
2021年（令和3年）現在の経済センサス調査による事業所数と従業員数は以下の通りである。
| 丁目           | 事業所数  | 従業員数 |
| -------------- | --------- | -------- |
| 茅ケ崎東一丁目 | 20事業所  | 59人     |
| 茅ケ崎東二丁目 | 31事業所  | 308人    |
| 茅ケ崎東三丁目 | 37事業所  | 260人    |
| 茅ケ崎東四丁目 | 44事業所  | 690人    |
| 茅ケ崎東五丁目 | 34事業所  | 336人    |
| 計             | 166事業所 | 1,653人  |

### 事業者数の変遷
経済センサスによる事業所数の推移。
| 年                 | 事業者数 |
| ------------------ | -------- |
| 2016年（平成28年） | 139      |
| 2021年（令和3年）  | 166      |

### 従業員数の変遷
経済センサスによる従業員数の推移。
| 年                 | 従業員数 |
| ------------------ | -------- |
| 2016年（平成28年） | 1,457    |
| 2021年（令和3年）  | 1,653    |

## 施設
- 横浜市立茅ケ崎東小学校
- 正覚寺
- 茅ヶ崎城址公園 （茅ケ崎東）-茅ヶ崎城跡

## その他

### 日本郵便
- 郵便番号 : 224-0033[3]（集配局：都筑郵便局[22]）

### 警察
町内の警察の管轄区域は以下の通りである。
| 丁目           | 番・番地等 | 警察署     | 交番・駐在所       |
| -------------- | ---------- | ---------- | ------------------ |
| 茅ケ崎東一丁目 | 全域       | 都筑警察署 | センター北駅前交番 |
| 茅ケ崎東二丁目 | 全域       | 都筑警察署 | センター北駅前交番 |
| 茅ケ崎東三丁目 | 全域       | 都筑警察署 | センター北駅前交番 |
| 茅ケ崎東四丁目 | 全域       | 都筑警察署 | センター北駅前交番 |
| 茅ケ崎東五丁目 | 全域       | 都筑警察署 | センター北駅前交番 |